# Therasia
Therasia, conosciuta anche come Thirasia (in greco Θηρασία?), è un'isola vulcanica dell'arcipelago di Santorini, in Grecia.
Si trova a nord-ovest di Nea Kameni e quasi all'esatto opposto della più grande e famosa isola di Thera. Therasia è la seconda isola più grande del gruppo ed è stata divisa da Thera durante l'eruzione di Santorini.

## Geografia
Therasia ha una lunghezza di 5,7 km, una larghezza di 2,7 km e una superficie di 9,299 km². La cima più alta è il monte Vigla con 295 m. La costa est è molto scoscesa mentre quella occidentale è piatta e ampia. La struttura geologica è identica a quella delle altre isole del gruppo.
Al censimento del 2001 la sua popolazione era di 268 abitanti. Fino alla riforma amministrativa del 2011 faceva parte della comunità di Oia (Κοινότητα Οίας) per poi essere inglobata nel nuovo comune di Santorini

### Villaggi
- Agía Eirini (popolazione 89)
- Agrilia (0)
- Manolas (147)
- Ormos Korfou (2)
- Potamos (30)